# Driving World Tour
Driving World Tour fue una gira del músico británico Paul McCartney. Supuso la primera gira del músico en el siglo XXI, diez años después de su anterior gira, The New World Tour. Por primera vez en casi una década, McCartney volvió a la carretera después de sufrir la muerte de su esposa, Linda McCartney, y la de su compañero en The Beatles, George Harrison.
La gira, que sirvió de promoción de Driving Rain (2001), su primer disco de estudio con material nuevo en cinco años desde Flaming Pie (1997), comenzó en Oakland el 1 de abril de 2002. Para la gira, McCartney llevó consigo un nuevo grupo de músicos, integrado por Rusty Anderson, Brian Ray y Abe Laboriel Jr., con quienes grabó por primera vez durante las sesiones de Driving Rain (2001), y volvió a contar con la colaboración de Paul "Wix" Wickens en los teclados. Su por entonces esposa Heather Mills acompañó a McCartney como espectadora en la mayoría de los conciertos de la gira estadounidense.

## Trasfondo
La gira comenzó el 1 de abril de 2002 con una primera etapa en Estados Unidos y Canadá bajo el título de Driving USA, un epígrafe que imitaba el título de su último disco de estudio, Driving Rain (2001). La primera etapa por los Estados Unidos fue recopilada en el álbum en directo Back in the U.S., que sirvió per se como medio de promoción de una segunda etapa por el país. La segunda etapa comenzó el 21 de septiembre del mismo año con un concierto en el Bradley Center de Milwaukee, y se extendió durante dos meses. La etapa por Estados Unidos fue seguida de la minigira titulada Driving Mexico, con tres conciertos en el Palacio de los Deportes de México D.F. durante los días 2, 5 y 6 de noviembre de 2002, y por una corta etapa en Japón, con cinco conciertos en Tokio y Osaka.
Durante los conciertos, McCartney interpretó más de una treintena de canciones con un repaso general a su carrera musical tanto con The Beatles y Wings como en solitario. Previo a cada concierto, el músico organizó una interpretación del Circo del Sol con temas de The Fireman como música accidental. La principal diferencia entre los conciertos de la primera etapa con respecto a sucesivas etapas fue la exclusión de las canciones «Mother Nature's Son» y «Vanilla Sky» del repertorio, que fueron sustituidas por «Michelle» y «She's Leaving Home».

## Personal
- Paul McCartney: voz, guitarra acústica, eléctrica, bajo, piano y ukelele.
- Rusty Anderson: guitarra acústica, eléctrica y coros.
- Brian Ray: guitarra acústica, eléctrica, bajo y coros.
- Paul "Wix" Wickens: teclados, acordeón, guitarra acústica y coros.
- Abe Laboriel, Jr.: batería, percusión y coros.

## Fechas
| Fecha                    | Ciudad            | País           | Estadio                           |
| ------------------------ | ----------------- | -------------- | --------------------------------- |
| Norteamérica             |                   |                |                                   |
| 1 de abril de 2002       | Oakland           | Estados Unidos | The Arena in Oakland              |
| 3 de abril de 2002       | San José          | Estados Unidos | Compaq Center at San Jose         |
| 5 de abril de 2002       | Las Vegas         | Estados Unidos | MGM Grand Garden Arena            |
| 6 de abril de 2002       | Las Vegas         | Estados Unidos | MGM Grand Garden Arena            |
| 10 de abril de 2002      | Chicago           | Estados Unidos | United Center                     |
| 11 de abril de 2002      | Chicago           | Estados Unidos | United Center                     |
| 13 de abril de 2002      | Toronto           | Canadá         | Air Canada Centre                 |
| 16 de abril de 2002      | Filadelfia        | Estados Unidos | First Union Center                |
| 17 de abril de 2002      | East Rutherford   | Estados Unidos | Continental Airlines Arena        |
| 19 de abril de 2002      | Boston            | Estados Unidos | Fleet Center                      |
| 21 de abril de 2002      | Uniondale         | Estados Unidos | Nassau Veterans Memorial Coliseum |
| 23 de abril de 2002      | Washington D. C.  | Estados Unidos | MCI Center                        |
| 24 de abril de 2002      | Washington D. C.  | Estados Unidos | MCI Center                        |
| 26 de abril de 2002      | Nueva York        | Estados Unidos | Madison Square Garden             |
| 27 de abril de 2002      | Nueva York        | Estados Unidos | Madison Square Garden             |
| 29 de abril de 2002      | Cleveland         | Estados Unidos | Gund Arena                        |
| 1 de mayo de 2002        | Auburn Hills      | Estados Unidos | The Palace of Auburn Hills        |
| 4 de mayo de 2002        | Los Angeles       | Estados Unidos | Staples Center                    |
| 5 de mayo de 2002        | Anaheim           | Estados Unidos | Arrowhead Pond                    |
| 7 de mayo de 2002        | Denver            | Estados Unidos | Pepsi Center                      |
| 9 de mayo de 2002        | Dallas            | Estados Unidos | Reunion Arena                     |
| 10 de mayo de 2002       | Dallas            | Estados Unidos | Reunion Arena                     |
| 12 de mayo de 2002       | Atlanta           | Estados Unidos | Philips Arena                     |
| 13 de mayo de 2002       | Atlanta           | Estados Unidos | Philips Arena                     |
| 15 de mayo de 2002       | Tampa, Florida    | Estados Unidos | Ice Palace                        |
| 17 de mayo de 2002       | Sunrise (Florida) | Estados Unidos | National Car Rental Center        |
| 18 de mayo de 2002       | Sunrise (Florida) | Estados Unidos | National Car Rental Center        |
| 21 de septiembre de 2002 | Milwaukee         | Estados Unidos | Bradley Center                    |
| 23 de septiembre de 2002 | St. Paul          | Estados Unidos | Xcel Energy Center                |
| 24 de septiembre de 2002 | Chicago           | Estados Unidos | United Center                     |
| 27 de septiembre de 2002 | Hartford          | Estados Unidos | Hartford Civic Center             |
| 28 de septiembre de 2002 | Atlantic City     | Estados Unidos | Boardwalk Hall                    |
| 30 de septiembre de 2002 | Boston            | Estados Unidos | Fleet Center                      |
| 1 de octubre de 2002     | Boston            | Estados Unidos | Fleet Center                      |
| 4 de octubre de 2002     | Cleveland         | Estados Unidos | Gund Arena                        |
| 5 de octubre de 2002     | Indianápolis      | Estados Unidos | Conseco Fieldhouse                |
| 7 de octubre de 2002     | Raleigh           | Estados Unidos | RBC Center                        |
| 9 de octubre de 2002     | St. Louis         | Estados Unidos | Savvis Center                     |
| 10 de octubre de 2002    | Columbus          | Estados Unidos | Schottenstein Center              |
| 12 de octubre de 2002    | New Orleans       | Estados Unidos | New Orleans Arena                 |
| 13 de octubre de 2002    | Houston           | Estados Unidos | Compaq Center                     |
| 15 de octubre de 2002    | Oklahoma City     | Estados Unidos | Ford Center                       |
| 18 de octubre de 2002    | Portland          | Estados Unidos | Rose Garden Arena                 |
| 19 de octubre de 2002    | Tacoma            | Estados Unidos | Tacoma Dome                       |
| 21 de octubre de 2002    | Sacramento        | Estados Unidos | ARCO Arena                        |
| 22 de octubre de 2002    | San José          | Estados Unidos | Compaq Arena                      |
| 25 de octubre de 2002    | Anaheim           | Estados Unidos | Arrowhead Pond                    |
| 26 de octubre de 2002    | Las Vegas         | Estados Unidos | MGM Grand Garden Arena            |
| 28 de octubre de 2002    | Los Ángeles       | Estados Unidos | Staples Center                    |
| 29 de octubre de 2002    | Phoenix           | Estados Unidos | America West Arena                |
| México (Driving México)  |                   |                |                                   |
| 2 de noviembre de 2002   | Ciudad de México  | México         | Palacio de los Deportes           |
| 3 de noviembre de 2002   | Ciudad de México  | México         | Palacio de los Deportes           |
| 5 de noviembre de 2002   | Ciudad de México  | México         | Palacio de los Deportes           |
| Asia (Driving Japan)     |                   |                |                                   |
| 11 de noviembre de 2002  | Tokio             | Japón          | Tokyo Dome                        |
| 13 de noviembre de 2002  | Tokio             | Japón          | Tokyo Dome                        |
| 14 de noviembre de 2002  | Tokio             | Japón          | Tokyo Dome                        |
| 17 de noviembre de 2002  | Osaka             | Japón          | Osaka Dome                        |
| 18 de noviembre de 2002  | Osaka             | Japón          | Osaka Dome                        |